# Лидия (дем Кавала)
Лидия или Маджар чифлик (на гръцки: Λυδία, до 1968 година Υδρόμυλοι, Идромили, по-старо име Μανδζάρ, Мадзарна гръцки: Μανδζάρ) е село в Гърция, в дем Кавала, област Източна Македония и Тракия. 

## География
Селото е разположено на 80 m надморска височина, на около 10 километра северозападно от демовия център Кавала, веднага северно от развалините на античния град Филипи.

## История

### В Османската империя
В началото на XX век в Маджар чифлик живее турско население. Административно селото принадлежи към Саръшабанска кааза на Османската империя.

### В Гърция
След Междусъюзническата война в 1913 година селото попада в Гърция. В 1923 година жителите на Маджар чифлик са изселени в Турция. Според статистиката от 1928 година Мадзар (Μανδζάρ) е изцяло бежанско село със 72 семейства и 260 жители общо. Българска статистика от 1941 година показва 471 жители.
Основно производство е пшеница, памук, тютюн, детелина, като частично е развито и краварството. През 60-те години към Лидия е присъединено разположеното непосредтвено южно на главния път, преди античния град селище Апостолос Павлос. Апостолос Павлос е основано след Първата световна война от каракачани и в 1920 година има 76 жители, а в 1961 година - 101 жители.
В Лидия има църква „Света Лидия“ на предполагаемото място на кръщение на Лидия Филипийска.
| Име    | Име     | Ново име | Ново име | Описание                             |
| ------ | ------- | -------- | -------- | ------------------------------------ |
| Чалтик | Τσιλτίκ | Исиома   | Ἴσιωμα   | местност ЮЗ от Лидия и СИ от Бошинос |

| Година    | 1913 | 1920 | 1928 | 1940 | 1951 | 1961 | 1971 | 1981 | 1991 | 2001 | 2011 | 2021 |
| --------- | ---- | ---- | ---- | ---- | ---- | ---- | ---- | ---- | ---- | ---- | ---- | ---- |
| Население |      |      | 276  | 511  | 800  |      |      | 875  | 843  | 832  | 808  | 631  |

## Личности
Родени в Лидия
- Теодорос Загоракис (1971), гръцки футболист